# Munizip Murzuq
Murzuq (arabisch مرزق, DMG Murzuq) ist ein Munizip, das im zentralen Süden der Libysch-Arabischen Republik liegt. Die Hauptstadt von Murzuq ist die gleichnamige Stadt Murzuq.

## Geographie
Im gesamten Gebiet von Murzuq lebten 68.718 Menschen (Stand 2003) auf einer Fläche von insgesamt 349.790 km². Im Südwesten hat Murzuq Grenzen zum Niger, im Südosten zum Tschad. Kleinere Teile der Provinz liegen im Tschadbecken.
Im Landesinneren grenzt es wie folgt an die Munizipien:
- Munizip Ghat im Westen
- Munizip Wadi al-Haya im Nordwesten
- Munizip Sabha im Norden
- Munizip al-Dschufra im Nordosten
- Munizip al-Kufra im Osten

## Verwaltungsgeschichte

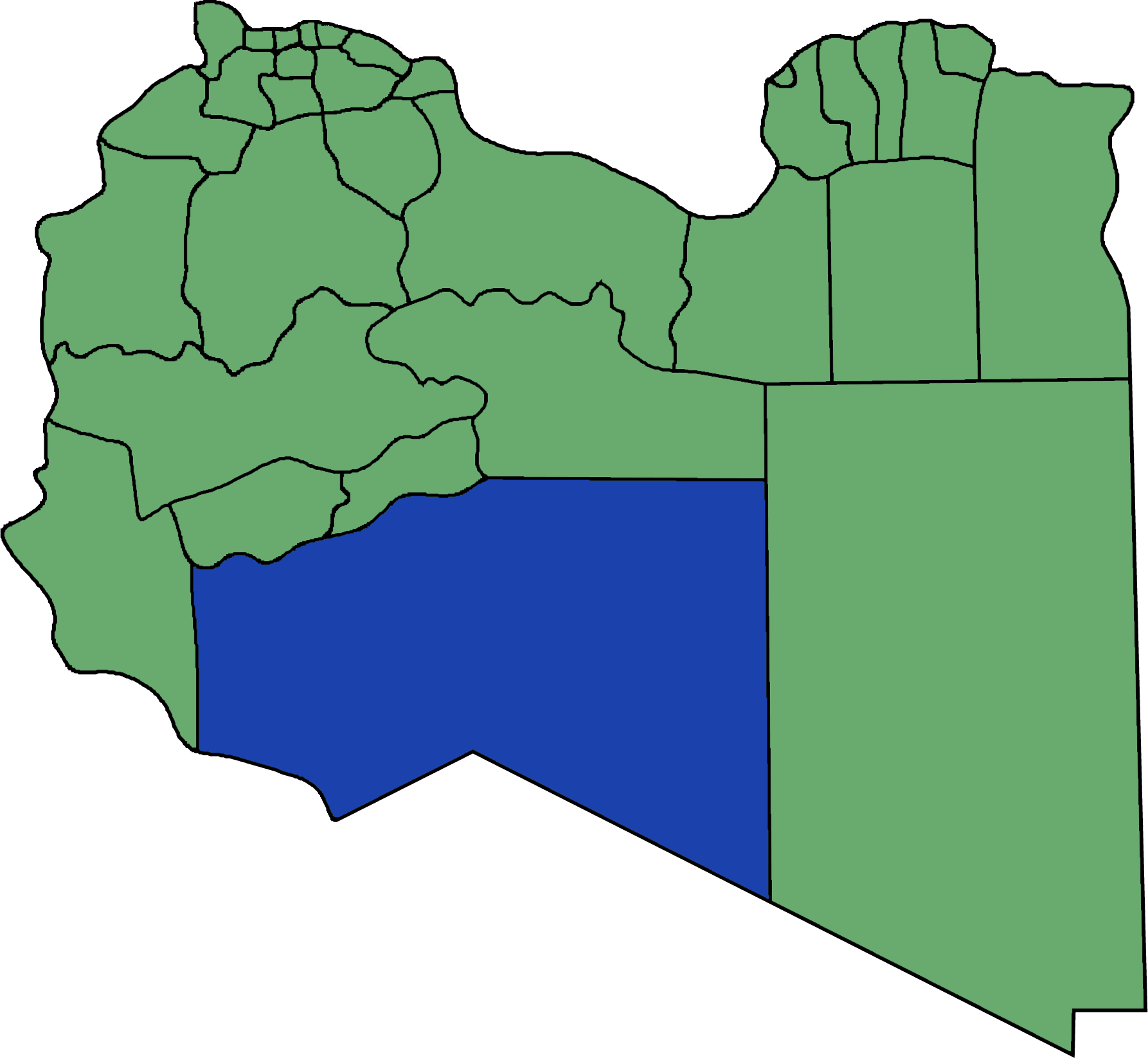
Munizipalgebiet vor 2007

Im Zuge der libyschen Verwaltungsreform von 2007 kam es zu Grenzkorrekturen mit benachbarten Munizipien, insbesondere zugunsten von al-Dschufra.